# Каденков, Дмитрий Михайлович
Дмитрий Михайлович Каденков (род. 3 мая 1972, Пенза, РСФСР, СССР) — российский государственный и политический деятель. Член партии Единая Россия. Депутат Государственной Думы VIII созыва, член фракции «Единая Россия». Заместитель председателя комиссии по Регламенту и обеспечению деятельности Государственной Думы. Действительный государственный советник Российской Федерации 3 класса.
Из-за поддержки российско-украинской войны — под санкциями 27 стран ЕС, Великобритании, США, Канады, Швейцарии, Австралии, Японии, Украины, Новой Зеландии.

## Биография
В 1993 году окончил ПГПУ им. В. Г. Белинского по специальности «Учитель физической культуры», в 2003 году — этот же вуз по специальности «Юриспруденция».
В 1991 году работал инструктором физкультуры на заводе «Пензадизельмаш».
В 1991—1999 годах — спортсмен-инструктор, спортсмен хоккейного клуба «Дизелист».
С 1999 по 2003 годы — тренер, тренер-селекционер фарм-клуба «Дизелист-II».
С апреля по август 2003 года — заместитель директора по административно-хозяйственной работе школы высшего спортивного мастерства.
С августа по октябрь 2003 года — исполняющий обязанности заместителя председателя комитета Пензенской области по физической культуре, спорту и туризму.
В 2003—2006 годах являлся помощником губернатора Пензенской области Василия Бочкарева.
В 2004 году в Военном институте физической культуры г. Санкт-Петербурга защитил диссертацию на соискание ученой степени кандидата педагогических наук на тему: «Управление учебно-тренировочным процессом в хоккейном клубе».
В 2006—2007 годах — советник генерального директора ОАО «Биосинтез».
С августа 2007 года по январь 2008 года — заместитель руководителя аппарата правительства Пензенской области.
С января 2008 года по июль 2009 года — заместитель руководителя аппарата, начальник управления государственной службы и кадров правительства Пензенской области.
С июля 2009 года по октябрь 2021 года — главный федеральный инспектор по Пензенской области аппарата полномочного представителя Президента России в Приволжском федеральном округе.
19 сентября 2021 года избран Депутатом Государственной Думы Федерального Собрания Российской Федерации VIII созыва. 12 октября 2021 года назначен заместителем председателя комиссии по Регламенту и обеспечению деятельности Государственной Думы.

## Международные санкции
Из-за поддержки российской агрессии и нарушения территориальной целостности Украины во время российско-украинской войны находится под персональными международными санкциями разных стран.
23 февраля 2022 года внесён в санкционные списки стран Евросоюза за действия и политику, которые подрывают территориальную целостность, суверенитет и независимость Украины и еще больше дестабилизируют Украину.
24 февраля 2022 года включён в санкционный список Канады «близких соратников режима» за голосование о признании независимости «так называемых республик в Донецке и Луганске».
24 марта 2022 года, на фоне вторжения России на Украину, включён в санкционный список США за «соучастие в войне Путина» и «поддержку усилий Кремля по вторжению в Украину», Госдеп США заявил что депутаты Госдумы используют свои полномочия для преследования инакомыслящих и политических оппонентов, нарушают свободу информации, ограничивают права человека и основные свободы граждан России.
По аналогичным основаниям, с 11 марта 2022 года находится под санкциями Великобритании. С 25 февраля 2022 года находится под санкциями Швейцарии. С 26 февраля 2022 года находится под санкциями Австралии. С 12 апреля 2022 года находится под санкциями Японии.
Указом президента Украины Владимира Зеленского от 7 сентября 2022 находится под санкциями Украины. С 3 мая 2022 года находится под санкциями Новой Зеландии.

## Награды
- Медаль ордена «За заслуги перед Отечеством» I степени (2021)[17];
- Медаль ордена «За заслуги перед Отечеством» II степени (2014);
- Благодарственное письмо Президента РФ;
- Знак губернатора Пензенской области «Во славу земли Пензенской».